# La Bataille de la Neretva
Pour plus de détails, voir Fiche technique et Distribution.
La Bataille de la Neretva (Bitka na Neretvi) est un film de partisans yougoslavo-américano-italo-allemand de Veljko Bulajic réalisé en 1969. Tiré de la bataille de 1943, il fut nommé pour l'Oscar du meilleur film en langue étrangère. La distribution comprend aussi bien des comédiens yougoslaves - parmi lesquels Bata Živojinović et Boris Dvornik, habitués de ce genre de films - que des vedettes internationales, dont  Yul Brynner, Sylva Koscina, Orson Welles, Hardy Krüger ou Franco Nero.

## Synopsis
Début 1943, pendant la Seconde Guerre mondiale, en Yougoslavie occupée, les Partisans sont confrontés à l'offensive Weiss menée par les Allemands et les Italiens. Afin de leur échapper, les résistants communistes doivent traverser la rivière Neretva, mais les Tchetniks, en cheville avec les occupants, leur barrent la route.

## Fiche technique
- Titre : La Bataille de la Neretva
- Titre original : Bitka na Neretvi (en cyrillique : Битка на Неретви)
- Réalisation : Veljko Bulajic
- Scénario : Stevan Bulajic, Veljko Bulajic, Ratko Djurovic et Ugo Pirro
- Production : Bosna Film - Sarajevo, Steve Previn, Anthony B. Unger et Henry T. Weinstein
- Musique : Bernard Herrmann et Vladimir Kraus-Rajteric
- Photo : Tomislav Pinter (hr)
- Couleurs, Mono
- Genre : Guerre, drame
- Pays de production :  Yougoslavie -  États-Unis -  Italie -  Allemagne de l'Ouest
- Durée : 175 min
- Date de sortie : 1969
- Langues: Serbo-Croate, italien, allemand et anglais
- Affiche : Jacques Vaissier (France)

## Distribution
- Yul Brynner :  Yvan Vlado
- Bata Živojinović (VF : Michel Gatineau) : Stole
- Boris Dvornik (VF : Yves Barsacq) : Stipe
- Hardy Krüger (VF : Serge Sauvion) : Colonel Kranzer
- Franco Nero (VF : Jean Fontaine) : Capitaine Riva
- Sylva Koscina : Danitza
- Orson Welles (VF : André Valmy) : Chef tchetnik
- Curd Jürgens (VF : Lui-même) : Général Lohring
- Anthony Dawson (VF : Jean-Henri Chambois) : Général Morelli
- Milena Dravić (VF : Monique Thierry) : Nada
- Serge Bondartchouk (VF : Jean Violette) : Ivan Martik
- Ljubisa Samardzic (VF : Pierre Trabaud) : Novak
- Oleg Vidov (VF : Yves-Marie Maurin) : Nikola
- Pavle Vuisic (VF : Georges Atlas) : Sofer
- Howard Ross : sergent Mario
- Lojze Rozman (VF : Jean-Pierre Duclos) : Ivan
- Nikola-Kole Angelovski : Zika
- Stole Arandjelovic : Sumadinac
- Miha Baloh (VF : Jean Berger) : commandant Oustachi
- Faruk Begolli : lieutenant Horst
- Dusan Bulajic (VF : Gabriel Cattand) : Chetnik Commander
- Milena Dapcevic : partisan
- Dragomir Felba : père
- Hajrudin Hadzikaric : Nazor
- Sibina Mijatovic : Marija
- Charles Millot (VF : Lui-même) : Duc
- Ralph Persson : Stevo
- Vasa Pantelic : major
- Špela Rozin : aide
- Bozidar Smiljanic : chirurgien
- Fabijan Sovagovic : Bosko
- Abdurrahman Shala : capitaine
- Demeter Bitenc (VF : René Bériard) : Schröder
- Radko Polic (VF : Serge Lhorca) : Vuko
- Nereo Scaglia : officier
- Antun Tudic : Drago
- Zaim Muzaferija : fermier
- Tomaz Sarc : Bridge
- Risto Siskov : blessé
- Slobodan Velimirovic : Holzhausen
- Milos Kandic : partisan
- Ranko Gucevac : partisan
- Sulejman Memo Begic : flûtiste
- Mirko Boman (VF : Denis Savignat) : photographe
- Uros Glovacki (VF : Paula Dehelly) : médecin
- Petar Kralj : partisan